# Bilal Saad Mubarak
Bilal Saad Mubarak (arab. بلال سعد مُبارك, ur. 18 grudnia 1972, zm. 27 października 2018 w Dosze) – katarski lekkoatleta, specjalista pchnięcia kulą.
Był trzykrotnym olimpijczykiem (najlepszy wynik – 10. miejsce osiągnął na igrzyskach w 1996 w Atlancie) oraz wielokrotnym medalistą mistrzostw kontynentalnych i regionalnych, by m.in. czterokrotnym mistrzem Azji.

## Osiągnięcia
| Rok  | Impreza                     | Miejsce      | Konkurencja    | Lokata       | Wynik | Źródło |
| ---- | --------------------------- | ------------ | -------------- | ------------ | ----- | ------ |
| 1990 | Mistrzostwa Azji juniorów   | Pekin        | pchnięcie kulą | 3. miejsce   | 16,48 | [ 3 ]  |
| 1990 | Mistrzostwa świata juniorów | Płowdiw      | pchnięcie kulą | 6. miejsce   | 16,85 | [ 4 ]  |
| 1991 | Mistrzostwa panarabskie     | Latakia      | pchnięcie kulą | 1. miejsce   | 16,92 | [ 5 ]  |
| 1991 | Mistrzostwa Azji            | Kuala Lumpur | pchnięcie kulą | 2. miejsce   | 17,78 | [ 6 ]  |
| 1992 | Igrzyska panarabskie        | Latakia      | pchnięcie kulą | 1. miejsce   | 17,68 | [ 7 ]  |
| 1992 | Igrzyska olimpijskie        | Barcelona    | pchnięcie kulą | kwalifikacje | 16,98 | [ 1 ]  |
| 1993 | Mistrzostwa panarabskie     | Latakia      | pchnięcie kulą | 1. miejsce   | 18,57 | [ 5 ]  |
| 1993 | Mistrzostwa Azji            | Manila       | pchnięcie kulą | 2. miejsce   | 18,28 | [ 6 ]  |
| 1994 | Igrzyska azjatyckie         | Hiroszima    | pchnięcie kulą | 5. miejsce   | 18,09 | [ 8 ]  |
| 1995 | Mistrzostwa świata          | Göteborg     | pchnięcie kulą | 11. miejsce  | 18,56 | [ 9 ]  |
| 1995 | Mistrzostwa panarabskie     | Kair         | pchnięcie kulą | 1. miejsce   | 19,31 | [ 5 ]  |
| 1995 | Mistrzostwa Azji            | Dżakarta     | pchnięcie kulą | 1. miejsce   | 18,87 | [ 6 ]  |
| 1996 | Igrzyska olimpijskie        | Atlanta      | pchnięcie kulą | 10. miejsce  | 19,33 | [ 1 ]  |
| 1997 | Mistrzostwa świata          | Paryż        | pchnięcie kulą | kwalifikacje | 18,29 | [ 10 ] |
| 1997 | Igrzyska panarabskie        | Bejrut       | pchnięcie kulą | 1. miejsce   | 18,97 | [ 7 ]  |
| 1997 | Mistrzostwa świata          | Ateny        | pchnięcie kulą | kwalifikacje | 19,08 | [ 9 ]  |
| 1997 | Mistrzostwa panarabskie     | At-Ta’if     | pchnięcie kulą | 1. miejsce   | 19,65 | [ 5 ]  |
| 1998 | Mistrzostwa Azji            | Fukuoka      | pchnięcie kulą | 1. miejsce   | 19,17 | [ 6 ]  |
| 1999 | Igrzyska panarabskie        | Irbid        | pchnięcie kulą | 1. miejsce   | 18,83 | [ 7 ]  |
| 1999 | Mistrzostwa panarabskie     | Bejrut       | pchnięcie kulą | 1. miejsce   | 18,71 | [ 5 ]  |
| 2000 | Mistrzostwa Azji            | Dżakarta     | pchnięcie kulą | 2. miejsce   | 19,23 | [ 6 ]  |
| 2000 | Igrzyska olimpijskie        | Sydney       | pchnięcie kulą | kwalifikacje | 18,30 | [ 1 ]  |
| 2001 | Mistrzostwa panarabskie     | Damaszek     | pchnięcie kulą | 1. miejsce   | 18,90 | [ 5 ]  |
| 2002 | Igrzyska Azji Zachodniej    | Kuwejt       | pchnięcie kulą | 1. miejsce   | 19,10 | [ 11 ] |
| 2002 | Mistrzostwa Azji            | Kolombo      | pchnięcie kulą | 1. miejsce   | 19,22 | [ 6 ]  |
| 2002 | Igrzyska azjatyckie         | Pusan        | pchnięcie kulą | 2. miejsce   | 18,98 | [ 12 ] |
| 2003 | Mistrzostwa panarabskie     | Amman        | pchnięcie kulą | 1. miejsce   | 18,73 | [ 5 ]  |
| 2003 | Mistrzostwa Azji            | Manila       | pchnięcie kulą | 1. miejsce   | 19,41 | [ 6 ]  |
| 2005 | Mistrzostwa panarabskie     | Radis        | pchnięcie kulą | 8. miejsce   | 16,57 | [ 13 ] |
| 2005 | Igrzyska Azji Zachodniej    | Doha         | pchnięcie kulą | 1. miejsce   | 17,54 | [ 11 ] |

## Rekordy życiowe
- pchnięcie kulą – 19,65 m (12 września 1997, At-Ta’if)
- pchnięcie kulą  (hala) – 18,29 m (7 marca 1977, Paryż[14])